# Egidio Forcellini

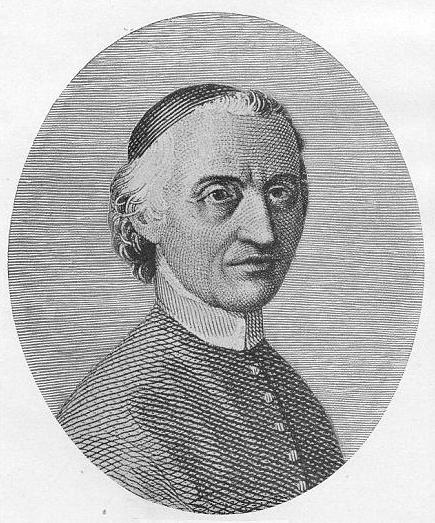
Egidio Forcellini

Egidio Forcellini (Fener (Alano di Piave), 26 augustus 1688 - Padua, 5 april 1768) was een Italiaans priester, latinist, filoloog en lexicograaf.

## Leven
Egidio Forcellini werd geboren in Fener, een gehucht bij Alano di Piave, in een arme familie. In 1705 trad hij in het seminarie van Padua, waar hij de lexicograaf Jacopo Facciolati leerde kennen. Deze werd zijn leraar en vriend. Naar Facciolati's voorbeeld wijdde ook Forcellini zich aan het taalkundig onderzoek. De beide mannen maakten samen een nieuwe editie van het meertalige woordenboek van Ambrogio Calepio. Van 1724 tot 1731 was hij leraar retoriek aan het seminarie van Ceneda, het huidige Vittorio Veneto. Aan het eind van zijn leven keerde hij terug naar Padua, om zich er verder op lexicaal onderzoek toe te leggen.

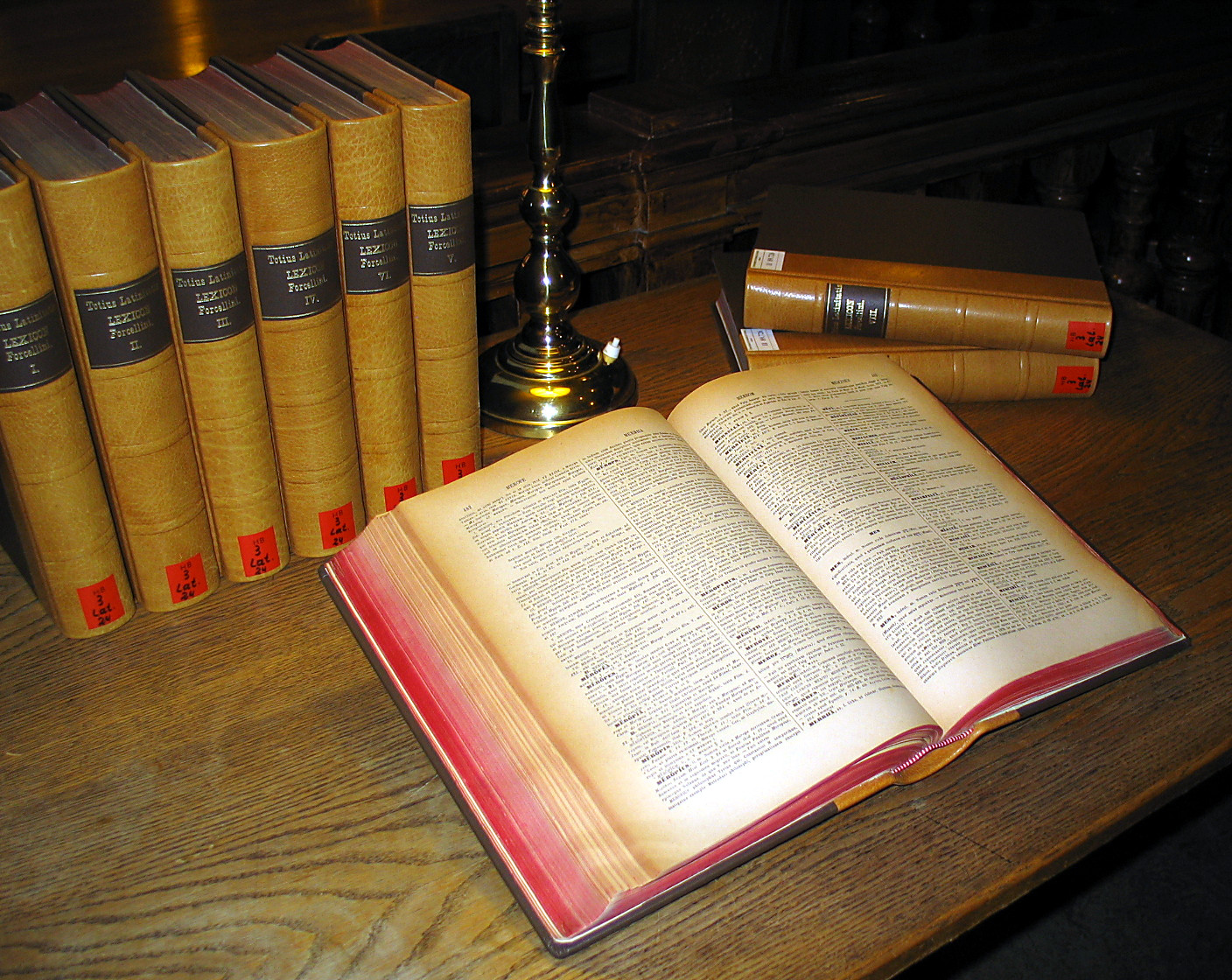
Het Totius Latinitatis lexicon van Egidio Forcellini

## Totius Latinitatis lexicon
Op aanraden van Facciolati begon Forcellini aan een alomvattend woordenboek van de Latijnse taal, het Totius Latinitatis lexicon dat hij in 1761 afwerkte en dat pas na zijn dood, in 1771, gepubliceerd werd. Dit woordenboek was het hoofdwerk van Forcellini, waaraan hij het grootste deel van zijn leven wijdde en waarvoor hij nog steeds beroemd is. De publicatie van het Lexicon wekte grote bewondering op in de Italiaanse en Europese culturele middens. Zijn lexicografisch werk diende als de basis voor vele latere Latijnse woordenboeken, waaronder die van I.G. Sheller, K.E. Georges en W. Freud, en op grond van dit laatste voor de lexica van N. Theil en E.A. Andrew.
In de eerste helft van de 18e eeuw werd het Lexicon van Forcellini voor het eerst herwerkt en uitgebreid door Giuseppe Furlanetto (1775-1848). In de tweede helft van dezelfde eeuw gaven Vincenzo De Vit en Francesco Corradini onafhankelijk van elkaar een verder uitgebreide versie uit. Tot op vandaag wordt het Totius Latinitatis lexicon beschouwd als het fundamentele Latijns-Italiaanse woordenboek.

### Uitgaven
1. Totius Latinitatis lexicon, consilio et cura Jacobi Facciolati, opera et studio Aegidii Forcellini alumni seminarii Patavini, lucubratum, Patavii, Typis Seminarii, apud Joannem Manfrè, 1771 (4 voll.)[2]
2. Totius Latinitatis lexicon, consilio et cura Jacobi Facciolati opera et studio Aegidii Forcellini lucubratum, in hac tertia editione auctum et emendatum a Josepho Furlanetto, Patavii, Typis Seminarii, 1827-31 (4 voll.)
3. Totius Latinitatis lexicon, opera et studio Aegidii Forcellini lucubratum  et in hac editione post tertiam auctam et emendatam a Josepho Furlanetto alumno seminarii Patavini novo ordine digestum amplissime auctum atque emendatum cura et studio doct. Vincentii De Vit olim alumni ac professoris ejusdem seminarii, Prati, Typis Aldinianis, 1858-75 (6 voll.)
4. Lexicon totius Latinitatis, J. Facciolati, Aeg. Forcellini et J. Furlanetti seminarii Patavini alumnorum cura, opera et studio lucubratum, nunc demum juxta opera R. Klotz, G. Freund, L. Doderlein aliorumque recentiorum auctius, emendatius melioremque in formam redactum curante doct. Francisco Corradini ejusdem seminarii alumno, Patavii, Typis Seminarii, 1864-87 (4 voll.)[3]